# McAfee
McAfee, LLC – amerykańskie przedsiębiorstwo zajmujące się systemami ochrony przed włamaniami do sieci komputerowych.
Przedsiębiorstwo powstało w 1987 r. jako McAfee Associates. W 1997 z połączenia McAfee Associates i Network General powstało Network Associates. W 2004 roku, w wyniku restrukturyzacji, przedsiębiorstwo zmieniło nazwę na McAfee.
19 sierpnia 2010 roku przedsiębiorstwo zostało przejęte przez Intela, który, wykupując akcje po 48$ za łączną kwotę 7,68 mld dolarów, stał się największym udziałowcem spółki.